# 芸術の殿堂
芸術の殿堂（げいじゅつのでんどう）は、韓国のソウル南部にある総合芸術文化施設。オペラ、バレエ、ミュージカル、演劇、管弦楽、室内楽、伝統音楽などの各種公演が開催されている。

## 施設
- オペラハウス
  - オペラ劇場（2,340席）
  - トウォル劇場
  - チャユ小劇場
- 美術館
- 芸術資料館
- 音楽堂
  - コンサートホール（2,600席）
  - リサイタルホール
- 書芸堂
- 野外劇場

## 火災

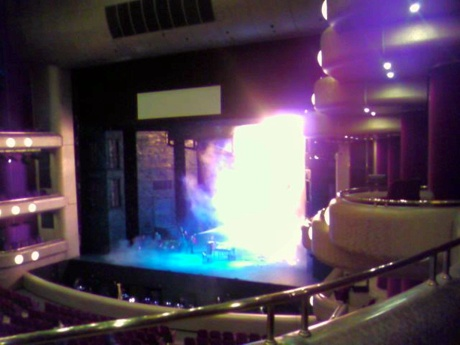
オペラハウスの火災時の写真

2007年12月12日、オペラ劇場でプッチーニの歌劇「ラ・ボエーム」の上演中に火災が起こり、修復工事のために約1年間、公演をすべて中止することとなった。

## 交通
- ソウル交通公社3号線 南部ターミナル駅 5番出口から徒歩10分